# Claudia Cardinale, la più bella italiana di Tunisi
Claudia Cardinale, la più bella italiana di Tunisi è un film documentario francese del 1994, diretto da Mahmoud Ben Mahmoud, su un'iniziativa dell'Istituto Italiano di Cultura di Tunisi.

## Trama
Dipinge il ritratto di Claudia Cardinale, una delle icone del cinema italiano, raccontando le più importanti tappe professionali e approfondisce i ricordi della sua infanzia fino al suo arrivo in Italia.